# Angband
Angband es un lugar ficticio, perteneciente al legendarium del escritor británico J. R. R. Tolkien y que aparece en sus novelas El Silmarillion y Los hijos de Húrin. Fue la armería y arsenal de Melkor, más tarde llamado Morgoth, confiada a Sauron su lugarteniente, mientras Utumno existió. Después del retorno de Morgoth a la Tierra Media se convirtió en su principal fortaleza. Estaba ubicada en el extremo noroccidental de la Tierra Media, más allá de Beleriand, confrontándose con Hithlum. Fue originalmente ubicada allí para prevenir cualquier ataque de los Valar desde Occidente.

## Etimología y significado del nombre
Su nombre en el idioma élfico sindarin significa Prisión de hierro (ang = hierro + band = cárcel, prisión). En tanto que su nombre en quenya es Angamando, que significa básicamente lo mismo (anga = hierro + mando = prisión).[cita requerida]

## Historia
Angband se convierte, en la Primera Edad del Sol, en la ciudadela de Morgoth y el paso a la Desolación del Norte, el reino del Señor Oscuro. Sobre sus puertas están apiladas tres torres / volcán llamadas Thangorodrim. 
Angband fue sitiada por los Noldor durante 400 años y más en la Primera Edad, pero este sitio fue desmantelado en la cuarta de las Batallas de Beleriand, la Dagor Bragollach. 
De todos los personajes que aparecen en El Silmarillion, sólo Beren y Lúthien, disfrazados, logran entrar voluntariamente a Angband, llegando a la más profunda morada, donde estaba el oscuro trono de Morgoth, sacándole un Silmaril de su corona y logrando escapar.
Es destruida finalmente por el ejército de los Valar en la Guerra de la Cólera.

### Las grandes puertas de Angband
Desde las Mazmorras de Angband y atravesando las Montañas de Hierro hacia el Sur, Melkor construyó un largo túnel de muchos kilómetros de largo que finalizaba en dos grandes y macizas puertas de hierro, que eran la entrada a la poderosa fortaleza del mal y que estaban custodiadas por Carcharoth, un espantoso Lobo. Beren y Lúthien se enfrentaron a Carcharoth, durmiéndole profundamente. Entonces entraron por las grandes puertas, con la misión de quitarle a Morgoth Bauglir uno de los Silmarils.

## Adaptaciones

### Videojuego
En 1990, Alex Cutler y Andy Astrand crearon en la Universidad de Warwick, un videojuego titulado Angband, de tipo roguelike. Al ser este juego de código abierto, en la actualidad existen cerca de sesenta variantes del mismo.